# 와타나베 나오미

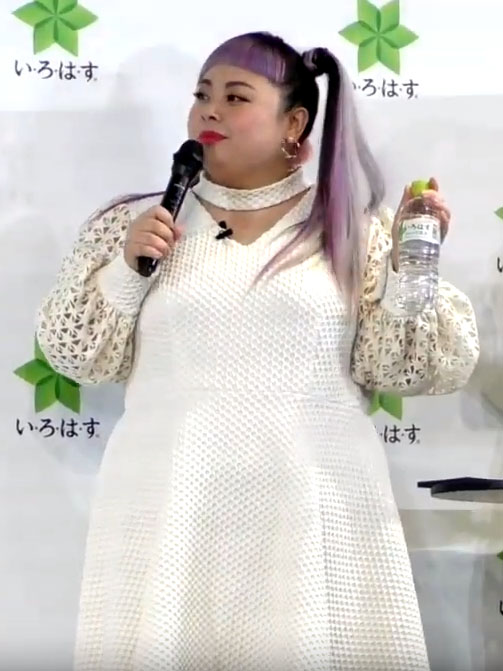
와타나베 나오미

와타나베 나오미(일본어: 渡辺 直美, 1987년 10월 23일~)는 일본의 가수, 1인 예능인, 코미디언이다. 요시모토 크리에이티브 에이전시 소속으로 도쿄 요시모토총합예능학원(통칭 NSC, New Star Creation) 12기 출신이다.

## 내력
부모, 언니, 본인 4인 가족이다. 아버지는 일본인, 어머니는 대만인이다. 대만에서 태어나, 유소년기에 부모의 이혼으로 어머니와 함께 자랐다. 중국어는 거의 사용하지 못하지만 이해는 가능하다고 한다. 어렸을 때는 먹는 것에 어려움을 겪을 정도로 가난해, 반찬 대신 전단지를 잘라 옆에 두고 밥을 먹으며, 전단지에 나와있는 음식을 먹는 것처럼 생각하며 먹을 정도였다. 중학교 졸업까지 말랐었으며, 하프(혼혈)이라는 것도 있어 인기가 있었다고한다. 현재, 대만에 언니가 살고 있고, 인스타그램에는 자매가 함께 있는 사진도 공개했다.
이바라키현 이시오카시 리츠이시오카중학교를 졸업했다. 어렸을 때부터 연예계를 동경했다. 공부를 못했던 탓에, 고등학교 수험에도 실패했다. 이후 고등학교에 진학하지 않고 패밀리 레스토랑에서 아르바이트를 하며 저금했다. 중학생 때는 부끄럼을 잘 탔지만, 친한 아이들을 모아 성대모사 등을 보여주었던 것도 있어, 부모의 반대를 무릅쓰고 가출과 같은 형태로 NSC에 들어갔다. 부모가 NSC에 전화를 한 적도 있다고 한다. 모치즈키 아이코와의 콤비 "와타모치"를 해산한 후, NSC 동기인 사사키 리나와의 콤비 "프레시 라임"을 결성했지만, 2007년 9월 방향성의 차이로 해산 후, 1인 예능인으로서 데뷔했다. 2008년 1월 2일 방송된 "산마노 만마"에서 이마다 코우지가 추천하는 예능인으로서 소개되어 출연해, 비욘세의 모사로 2곡을 선보였다. 이마다는 "사용하는 근육이 비욘세와 완전히 똑같다"고 말했다. 이 날은 원래 머라이어 캐리의 모사를 할 예정이었지만, 녹화 직전에 비욘세로 바꿨다고 한다.
2008년 3월 31일부터 <와랏테 이이토모!>(후지 TV)의 14대째 이이토모 청년단으로, 스즈키 린과 함께 <이이토모 소녀대>를 결성했다. 같은 해 6월, 비욘세가 소속된 적 있던 그룹 데스티니 차일드의 패밀리 BEST <러브 데스티니> CM에 기용되었다.
2009년, 요시모토흥업 신인들이 모인 유닛 <도쿄 원더스>에 참가했다. 그 외의 멤버로는 초콜릿 플래닛, 이노시타 요시이, 타몬즈, 정글포켓, 메메가 함께했다.
2011년, <오모바카8>에서 준우승했다. 2012년, 2013년은 <역상공전!! 웃음의 제전 더 드림 매치>에 출연하여 2년 연속으로 우승했다.
2014년 5월부터 3개월간 뉴욕에 유학. 같은 해, 경정(보트 레이스)의 이미지 캐릭터 BOATNYA(보트냐)로서 취임했다. 또한 홍콩의 방송국 TVB가 제작하는 스페셜 드라마 <사랑의 순간(愛情來的時候)>에서 300년째 이어져오는 화과자점의 외동딸로 결혼 상대를 고민하는 역으로 주연을 맡았다.
2016년 시점에서 중국 국내의 인터넷 상에서 "뚱뚱한데도 잘꾸민다", "비만이 부끄러운 것인 일본에서, 그녀의 코믹컬함에 사람들이 감염되어 급속도로 인기가 높아졌다"는 등 소개되었다. 같은 해 말에는 대만의 교통부관광국에서 대만관광친선대사로 임명되었다.
2017년 7월의 연속 드라마 <칸나상!>(TBS)에서 주연. 골든프라임대(오후 7-11시)의 연속 드라마 주연은 처음이다.

## 출연 작품

### 영화
- 신해석 삼국지 (2020년) - 초선 역
- 엘리오 (2025년) - 아우바 대사

## 부연 설명
1. ↑  ピン芸人. 그룹이나 콤비를 결성하지 않고 활동하는 예능인을 일컫는다. 만담가나 1인 콩트를 연기하는 코미디언 등도 포함된다. 단, 원래 그룹이나 콤비를 결성하는 경우가 적은 라쿠고가나 마술사 등은 포함하지 않는 경우가 더 많다.
2. ↑  “渡辺直美”. 2021년 10월 10일에 확인함.
3. ↑  “渡辺直美 実は日台ハーフ 自慢げ「ローラやベッキーと同タイプ」”. 《Sponichi Annex》 (スポーツニッポン). 2013년 9월 16일. 2021년 4월 28일에 확인함.